# Piazza Barberini

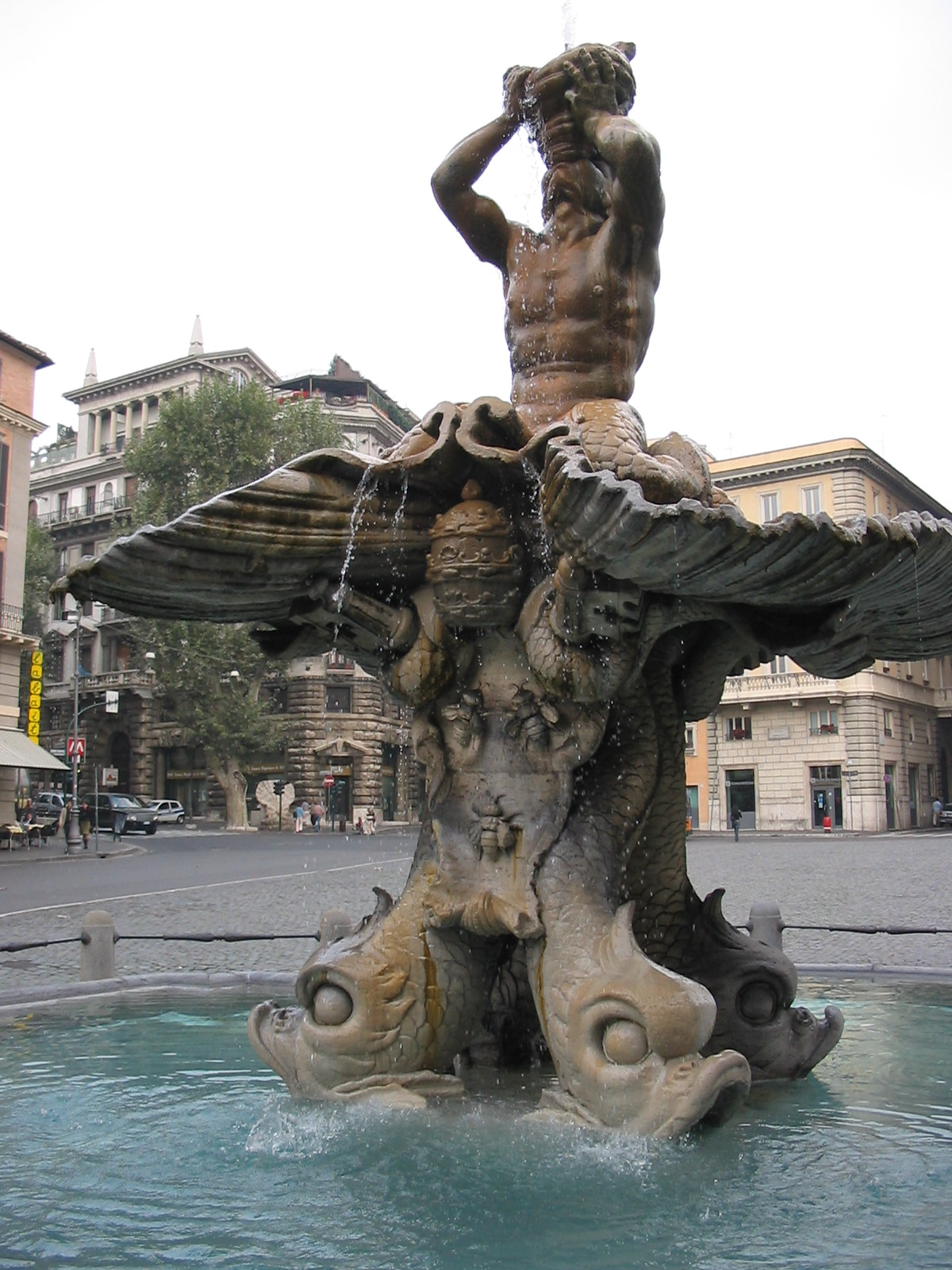
Der Tritonenbrunnen auf dem Platz Piazza Barberini; links hinter dem Brunnen (Einmündung der Via Veneto) ist der Bienen-Brunnen erkennbar.

Piazza Barberini ist ein Platz inmitten der Altstadt von Rom. Er gehört zu den Knotenpunkten des Straßenverkehrs in der Innenstadt; dort befindet sich auch eine Haltestelle der Linie A der U-Bahn Rom.
Der Platz wurde im 16. Jahrhundert angelegt. Den gegenwärtigen Namen trägt er seit dem Jahr 1625. Benannt wurde er nach dem angrenzenden Palazzo Barberini. Bis zum 18. Jahrhundert wurden auf dem Platz unbekannte Tote aufbewahrt, damit sie identifiziert werden konnten.
Auf dem Platz befindet sich der Tritonenbrunnen. Ein anderer Brunnen in der Umgebung ist der Bienen-Brunnen von Gian Lorenzo Bernini aus dem Jahr 1644. Er befindet sich an der Straße Via Vittorio Veneto unweit des Platzes.